# Prosobonia ellisi
Prosobonia ellisi е изчезнал вид птица от семейство Бекасови (Scolopacidae).

## Разпространение
Видът е разпространен във Френска Полинезия.